# 武水別神社

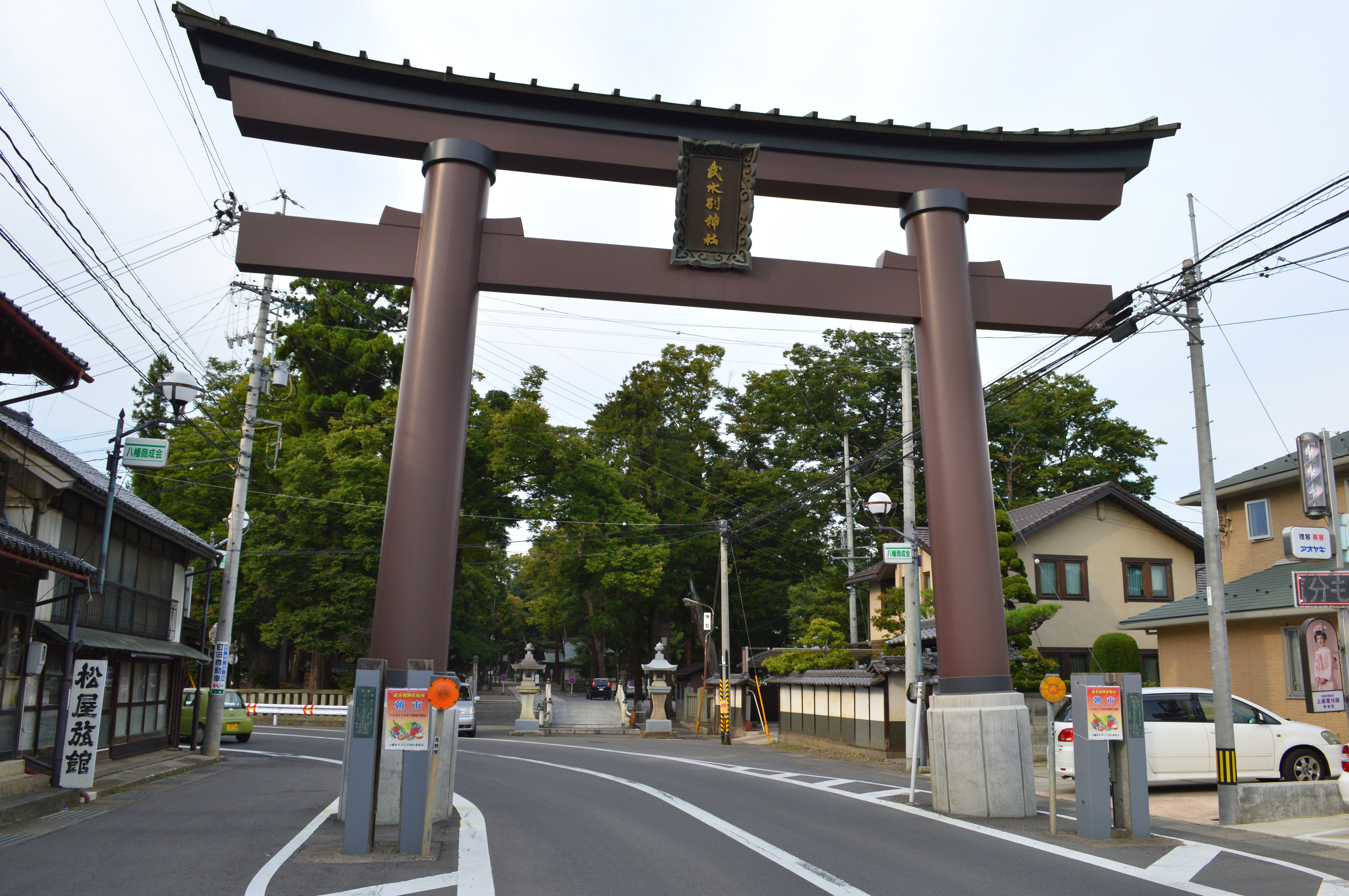
大鳥居

武水別神社（たけみずわけじんじゃ）は、長野県千曲市八幡にある神社。式内社（名神大社）で、信濃国四宮。旧社格は県社で、現在は神社本庁の別表神社。
旧称は「八幡宮」。現在も「八幡さま」「八幡神社」の通称がある。

なお、通称の八幡の読みは、所在地名である千曲市八幡（やわた）地区と同じ読み方が一般的。

## 祭神
主祭神
- 武水別大神（たけみずわけのおおかみ/たけみなわけのおおかみ）[2]
社伝では、善光寺平の豊穣と千曲川の氾濫防止を祈って祀られたとする[3]。

相殿神
相殿神は次の3柱で、総じて八幡神にあたる。
- 誉田別命（ほんだわけのみこと、応神天皇）
- 息長足比売命（おきながたらしひめのみこと、神功皇后）
- 比咩大神（ひめおおかみ）

## 歴史

### 概史
創建年代については社伝によると、第8代孝元天皇の時代に鎮祭されたという。
国史での初見は貞観8年（866年）で、無位から一躍して従二位の神階奉授を受けている。また延長5年（927年）成立の『延喜式』神名帳では信濃国更級郡に「武水別神社 名神大」と記載され、名神大社に列している。ただしこれらが当社に比定されるに至る根拠は確かではなく、他の論社として桶知大神社（長野県長野市大岡丙）が挙げられている。
武水別神社一帯は平安時代末期より石清水八幡宮の荘園（小谷荘）となっており、安和年間（968年-970年）に石清水八幡宮から八幡神（相殿の3柱）が勧請されたと伝える。八幡神は源氏の氏神としても知られ、武水別神社はこの地方随一の八幡宮寺として広く武門の崇敬を受けた。また木曾義仲が祈願したと伝えられる。
保元3年（1158年）「更級郡小谷荘等の石清水八幡宮寺及び極楽寺領、多く領家、預所、下司、公文等に掠略せらる。是日官宣旨を下して悉く、之を停止せしむ。」（石清水文書）
天福元年（1233年）「石清水八幡宮寺所司等更級郡小谷荘地頭等の、同寺安居頭役等を解怠すること等を朝廷に注進。」（同上）
応長元年（1311年）「石清水八幡宮寺検校善法寺尚清、権別当康清に検校職並びに更級郡小谷荘等の所領等を譲る。」（同上）
建武2年（1335年）の中先代の乱では武水別神社神官家の四宮氏が保科氏、関屋氏、夏目氏らと共に船山守護所を襲撃（青沼合戦）して鎮圧された。これにより隆盛時には地頭と郡司をも兼ねたと云われる四宮氏は滅び、本八幡の地にあった社殿は焼かれたため現在の地に移転再建されたと伝えられている。
応永3年（1396年）更級郡小谷荘八幡神宮寺の梵鐘鋳造。（鐘銘写 - 現在地に移転再建したのはこの頃と考えられる）
嘉吉8年（1443年））銘のある銅製灯篭。（正平21年-1367年-銘のある厳島神社の銅製釣灯篭と形が良く似ているとされる。県下で最も年銘の古い優品とされ昭和15年に県宝に指定）
文明10年（1448年）朝廷と幕府の交流する連歌会で判者を務めることもある飯尾宗祇が姨捨山の月見に訪れ、時の神官邸で行われた連歌会に参加していたとされる。また文明16年（1484年）には室町幕府高官だった蜷川貞相が訪れた記録（法楽和歌）も残されている。
１２年間に５度争われた川中島の戦いの上杉謙信の勧請文（永禄7年1567年）などが残されている。そして武田信玄はこの地に本陣を構えたとも伝えられている。
天正３年（1575年）「上杉謙信、更級八幡宮に願文を捧げ北条氏政の討伐を祈る。」（上杉謙信願文集）
天正6年（1578年）「石清水八幡宮、蔵坊をして、同宮領更級郡小谷荘神領を注進せしむ。石清水八幡宮、同宮領小谷荘神領を注す。」（石清水文書）
天正12年（1583年）「上杉景勝、松田盛直に、更級八幡宮社領等を宛行、同郡稲荷山城に在城せしむ。また、その子、孫三郎をして仁科惣領職を嗣がしむ。」（別本歴代古案）
慶長3年（1598年）「更級八幡宮̪祇官松田盛直、上杉景勝に従い、陸奥会津に移らんとし、同宮神主職を同縫殿助に預く。」（松田家文書）
慶長15年（1610年）海津城主松平忠輝の守役大久保石見守の寄進奉納した「平面六角形の釣灯篭」（市有形文化財指定）
慶安元年（1648年）には、江戸幕府から朱印地200石を与えられた。
元禄元年（1688年）松尾芭蕉が神宮寺支院である姨捨山長楽寺へ来訪したとされる。
文化7年（1810年）社殿等を火災焼失。
天保8年（1837年）神主家側から京都吉田家に働きかけが行われて延喜式内社「武水別神社」の社号を獲得。
天保13年（1842年）本殿を含む主要社殿を焼失。
嘉永3年（1850年）社殿の再建完成。
明治元年（1868年）神仏分離令。松代藩への届出や神宮寺側（清水家）に掛け合うなど神主家側が主導して神宮寺は廃絶。それまで別当寺の支配下で称していた「八幡宮」から「武水別神社」の社名に復した。また、近代社格制度では当初郷社に列したが、明治41年（1908年）に県社に昇格した。
明治12年（1876年）従来は法華八講を行う仏教行事であった大頭祭が神道儀礼となり、頭人の首にかけられていた数珠は勾玉の頸飾になるなど装束も変更された。
なお、1939年に軍用馬育成のため施行された種馬統制法により日本在来種の木曽馬の種馬が廃用処分になった際、同神社の神馬として使役されていた「神明号」は処分を免れた。同馬は1950年に民間へ払い下げられ、木曽馬登録事業の1号馬として種雄馬になり、同種の血統復元に貢献した。

### 神階
- 貞観8年（866年）6月、無位から従二位 （『日本三代実録』） - 表記は「武水別神」。
- 貞観9年（867年）3月26日、官社に列す （『日本三代実録』） - 表記は「武水別神」。

## 境内

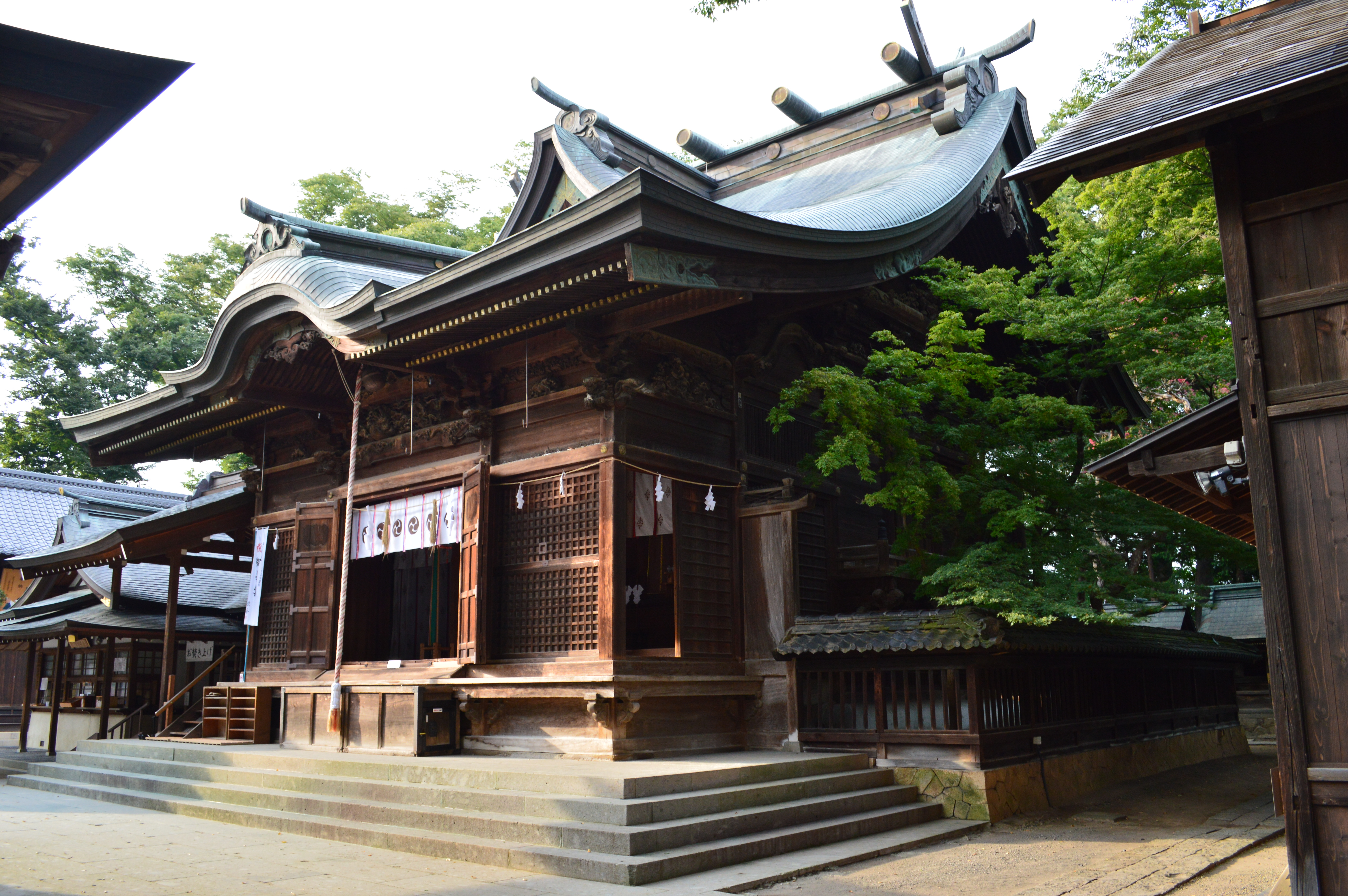
本殿

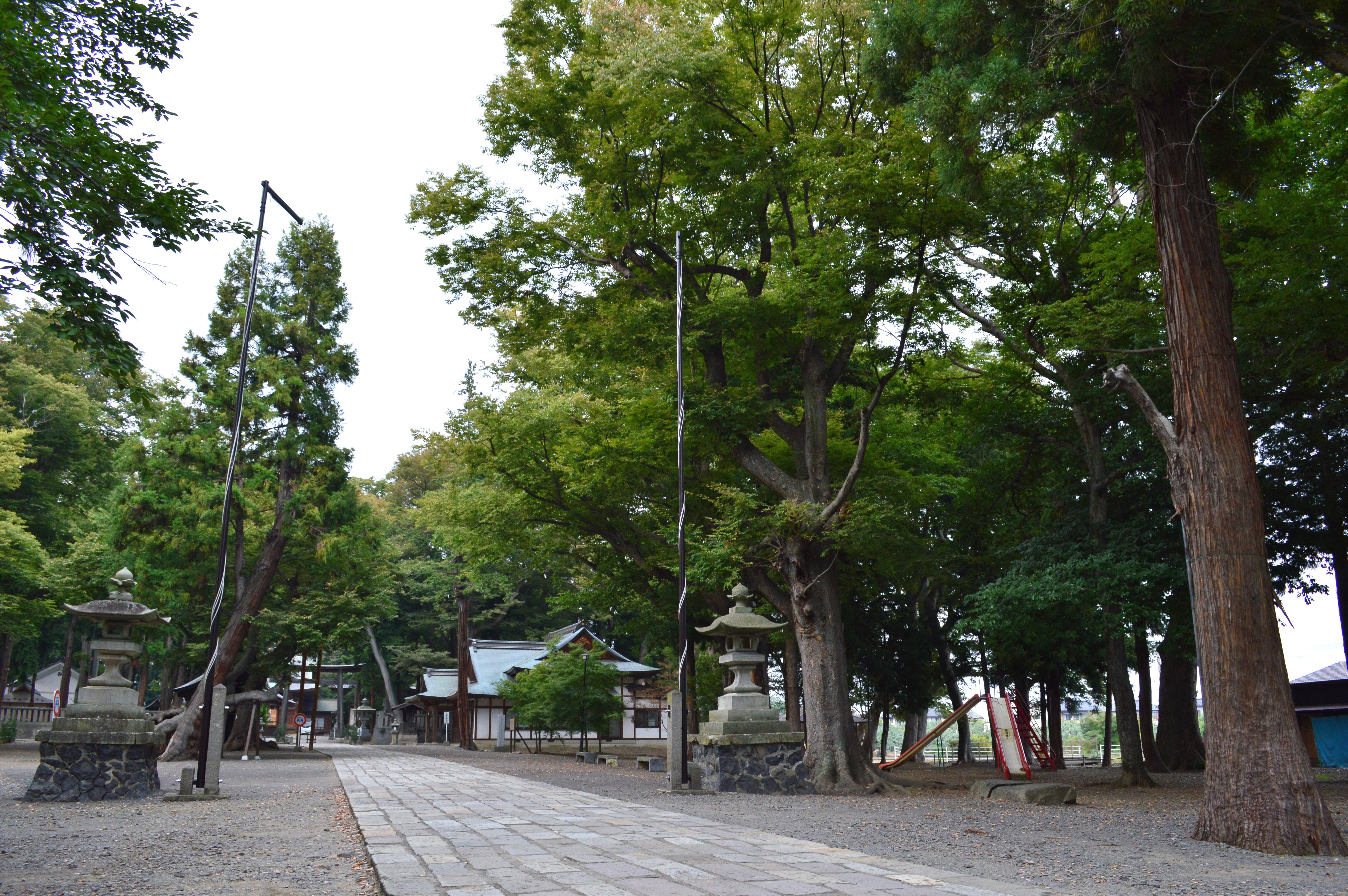
社叢（長野県指定天然記念物）

18,896平方メートルの社地には、社叢としてケヤキ・スギを主として20数種が生育し、その数は400本を超える。老木も多く、「武水別神社社叢」として昭和４０年に長野県指定天然記念物に指定されている。
南北約280ｍ東西約70ｍの敷地は室町時代初期と考えられる当地への移転再建当初は正方形であったが東側を1742年に代表されるような千曲川による、しばしばの洪水（明治期最大とされる43年の洪水時でも現在の県道界隈は舟で行き来したと伝わる）に削られて現在見る長方形になったと伝えられている。寛永頃の作成と見られる松田家文書の中に正方形に描かれた境内敷地の図面が最近発見確認された。
現在の社殿の多くは天保13年（1842年）の火災ののちに建てられたものである。本殿は、諏訪出身の立川和四郎（2代目）によって嘉永3年（1850年）に完成した。拝殿は立川和四郎の後見の下、峰村弥五郎により安政3年（1856年）に完成。なお、天保13年の火災を免れた社殿として摂社高良社の本殿がある。
別当寺の更級八幡神宮寺は顕光寺・善光寺・津金寺・光前寺と共に天台宗信濃五山の1つとされていたが、明治の廃仏毀釈の際に神主家側の主導によって廃寺とされた（月見の寺で名高い姨捨の長楽寺は江戸時代末の善光寺道名所図会にはこの神宮寺の支院と説明されていた。このことから長楽寺は更級八幡神宮寺の支配下にあるため「田毎月」を映す四十八枚田の運用にも極めて強い関与があったものと考えられる）。それまではこの神宮寺僧侶と神社神主によって全ての祭祀を共に行い、境内南半分に仏供所、高良社の向かい側に如法堂、現在の手洗場付近に鐘楼、東側の現在の総代開館には三重の塔があったと伝える。神宮寺廃止後の仏像仏具は秘密裏に上山田町の東国寺に移されて現存。釈迦堂は解体して筏に組み、千曲川を下り笹崎で陸揚げして土口の正応寺本堂として再建。文書類については近くの大雲寺に移されたが、その後散逸したという。

## 摂末社

### 摂社

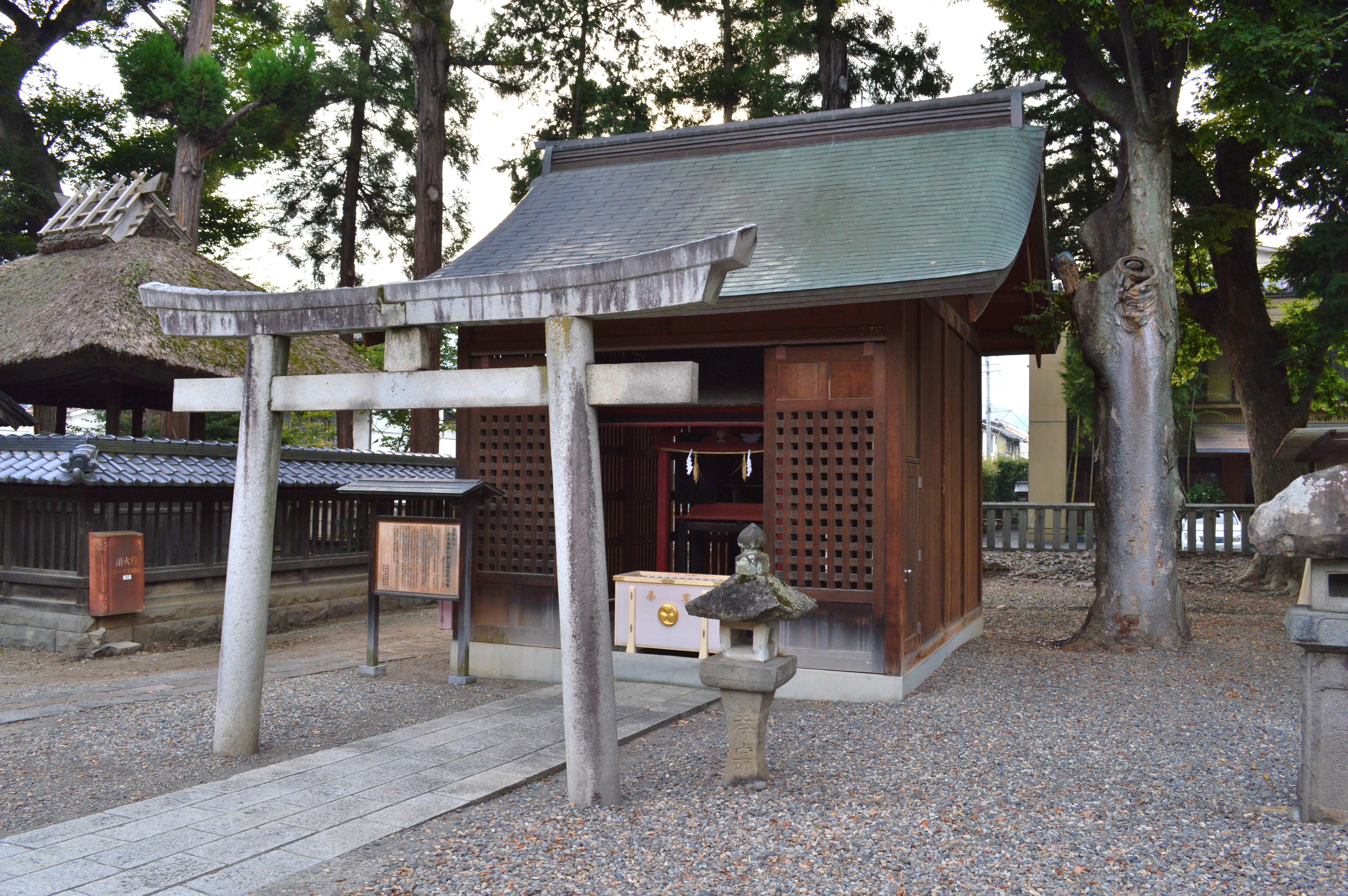
高良社覆屋内の本殿は長野県宝。

- 高良社（こうらしゃ）
覆屋内にある本殿は、境内で最も古く室町時代後期16世紀頃の造営とされる。一間社流造の系統に属するが、見世棚造に類似した形式となっている。室町時代の特色を示すものとして、長野県宝に指定されている[6]。

### 末社
- 神武天皇社
- 疱瘡社
- 酒造租社
- 八剱社
- 宿祢社
- 駒形社
- 荒神社
- 十二神社
- 天神社
- 子安社
- 石祠10社：御嶽社、金刀比羅社、東照宮、妙義社、塞ノ神、道祖神、水神祠、山ノ神、秋葉社、鹿島社

## 祭事

### 年間祭事
武水別神社で行われる祭事は次の通り。特に、祈年祭（3月15日）、例大祭（9月15日）、大頭祭（新嘗祭、12月10日-14日）の3祭は「三大祭」と称される。

### 大頭祭
12月10日から14日に行う新嘗祭は、「大頭祭（だいとうさい）」と通称される。祭は5人の頭人（とうにん）を中心に進行し、その三番頭を「大頭」と呼ぶことが祭の名前の由来である。歴代の頭人の氏名を記した「御頭帳」では、最古は文禄元年（1592年）にまで遡っており、400年以上続く祭とされ、国の選択無形民俗文化財に選択されている。

## 文化財

### 選択無形民俗文化財（国選択）
- 武水別神社の頭人行事 - 昭和61年12月17日選択[8]。

### 長野県指定文化財
- 長野県宝（有形文化財）[9]
  - 摂社高良社本殿（建造物） - 室町時代。昭和50年7月21日指定。
  - 銅製釣燈籠（工芸品） - 室町時代。昭和45年4月13日指定。
- 天然記念物[9]
  - 武水別神社社叢 - 昭和40年2月25日指定。
- 史跡[9]
  - 武水別神社松田家館跡 - 中世。現在の所有者は個人。平成18年4月20日指定。

なお神官松田家の建物のうち、松田家住宅主屋が平成16年（2004年）11月22日に、松田家斎館が平成26年（2014年）2月20日にそれぞれ長野県宝（建造物）に指定されていたが、いずれも平成29年（2017年）9月6日に焼失し、平成30年（2018年）2月13日に指定解除されている。

### 千曲市指定文化財
- 有形文化財[9]
  - 武水別神社神官松田邸 13棟（建造物） - 江戸時代から明治時代。現在の所有者は千曲市ほか。平成15年2月28日指定。
  - 伎楽面 2面（彫刻） - 金剛面1面、力士面1面の2面。平安時代から鎌倉時代頃。昭和53年3月24日指定。
  - 獅子面 1面（彫刻） - 鎌倉時代。昭和53年3月24日指定。
  - 金銅製六角釣燈篭（工芸品） - 江戸時代。昭和48年3月15日指定。

## 現地情報
所在地
- 長野県千曲市八幡3012

周辺
- 稲荷山宿 - 善光寺街道（北国西街道、善光寺西街道）の宿場。
- 姨捨山